# Акбашевское сельское поселение
Акбашевское се́льское поселе́ние — муниципальное образование в Аргаяшском районе Челябинской области Российской Федерации. В рамках административно-территориального устройства муниципальное образование соответствует административно-территориальной единице Акбашевский сельсовет.
Административный центр — деревня Акбашева.

## История
Статус и границы сельского поселения установлены Законом Челябинской области от 12 ноября 2004 года № 292-ЗО «О статусе и границах Аргаяшского муниципального района и сельских поселений в его составе».

## Население
| 2002  | 2010  | 2011  | 2012  | 2013  | 2014  | 2015  |
| ----- | ----- | ----- | ----- | ----- | ----- | ----- |
| 3336  | ↗3467 | ↗3469 | ↘3411 | ↘3308 | ↘3247 | ↘3235 |
| 2016  | 2017  | 2018  | 2019  | 2020  | 2021  | 2023  |
| ↗3313 | ↗3341 | ↗3346 | ↘3292 | ↗3320 | ↘3276 | ↘3228 |

## Состав сельского поселения
| № | Населённый пункт | Тип населённого пункта          | Население |
| - | ---------------- | ------------------------------- | --------- |
| 1 | Акбашева         | деревня, административный центр | ↗1273     |
| 2 | Большая Усманова | деревня                         | ↘285      |
| 3 | Буланцы          | деревня                         | ↗227      |
| 4 | Кировский        | посёлок                         | ↗294      |
| 5 | Кузяшева         | деревня                         | ↗749      |
| 6 | Левашева         | деревня                         | ↗240      |
| 7 | Малая Усманова   | деревня                         | ↗46       |
| 8 | Чубары           | посёлок                         | ↗353      |